# روس كرايغ
روس كرايغ هو لاعب كرة القدم الكندية كندي، ولد في 1 يوليو 1884 في بيتيربوروغ في كندا، وتوفي في 27 يونيو 1949 في هاميلتون في كندا.